# Lista de capítulos de Dragon Ball Z
Esta é uma Lista de capítulos de Dragon Ball Z, título dos últimos dois terços do mangá Dragon Ball, escrito e ilustrado pelo criador da série, Akira Toriyama. A história segue Son Goku, que descobre que ele vem da raça guerreira Saiyan e começa a enfrentar inimigos desta raça e vários outros vilões.
A série original foi publicada na revista Weekly Shōnen Jump. Por sua vez, os capítulos individuais foram coletados pela editora Shueisha numa série de 42 volumes em formato de tankōbon, o primeiro foi lançado em 10 de setembro de 1985, enquanto o último foi lançado em 4 de agosto de 1995. Em 2002, o mangá foi re-lançado numa coleção de 34 kanzenban, que incluía um final ligeiramente reescrito, novas capas e obras de arte coloridas por parte da Weekly Shōnen Jump. Houve também duas adaptações em anime, ambas produzidas pela Toei Animation.
No Japão, foi publicado em duas versões de grande destaque:
- Em Tankōbon (Volume Padrão), com 26 volumes (17~42, capítulos 195 ao 519, os capítulos 193 e 194, compilados no 17, não fazem parte da Saga Z), publicados entre setembro de 1985 e fevereiro de 1989.
- Em Kanzenban (Edição de Luxo), com 21 volumes (14~34, capítulos 195 ao 519), publicados entre junho de 2003[9] e abril de 2004.[10]

No Brasil, foi licenciado pela editora Conrad e publicado em 51 edições (capítulos 195 ao 519) lançadas entre agosto de 2001 e outubro de 2003. Posteriormente, em Kanzenban, teve 3 volumes da Saga Z lançados entre maio de 2008 e março de 2009.
Atualmente, é licenciado pela editora Panini, e teve a  a Saga Z publicada entre setembro de 2013 e outubro de 2015.

## Volumes
| - 193. O Clímax do Torneio de Artes Marciais!! - 194. O Presente das Esferas do Dragão - 195. O Misterioso Guerreiro Vindo do Espaço - 196. Kakarotto - 197. O Passado de Son Goku!! - 198. Um Inimigo em Comum - 199. Confronto com Raditz - 200. Um Terror Nunca Visto Antes - 201. O Trunfo de Piccolo - 202. Uma Aparição Supreendente - 203. A Última Chance de Son Goku!! - 204. Adeus Son Goku | - 193. 天下一武道会の頂点!! (Tenkaichi Budōkai no Chōten!!) - 194. ドラゴンボールの贈りもの (Doragon Booru no Okurimono) - 195. 謎の異星人戦士 (Nazo no Iseijin Senshi) - 196. カカロット (Kakarotto) - 197. 孫悟空の過去!! (Son Gokū no Kako!!) - 198. 共通の大敵 (Kyōtsū no Taiteki) - 199. ラディッツとの対決 (Radittsu to no Taiketsu) - 200. かつてない恐怖 (Katsute Nai Kyōfu) - 201. ピッコロの切り札 (Pikkoro no Kirifuda) - 202. 魔貫光殺砲 (Makankōsappō) - 203. 孫悟空最後の手段!! (Son Gokū Saigo no Shudan!!) - 204. さようなら孫悟空 (Sayōnara Son Gokū) |

| - 205. A Luta no Outro Mundo!! - 206. Son Gohan e Piccolo Daimaoh - 207. O Sofrimento de Son Gohan - 208. Acontecimentos Sob a Lua Cheia - 209. O Treinamento de 1 Ano de Cada Um - 210. As Duas Gerações, Mestre e Aprendiz - 211. Kaioh-sama e Son Goku se Esforçando Mesmo Morto! - 212. A Aproximação dos Saiyajin!! - 213. A Chegada dos Saiyajin!! - 214. O Jogo do Vegeta - 215. O Pressentimento de Yamcha - 216. Guerreiros Aterrorizados | - 205. あの世でファイト!! (Ano Yo de Faito!!) - 206. 孫悟空とピッコロ大魔王 (Son Gohan to Pikkoro Daimaō) - 207. なげく孫悟飯 (Nageku Son Gohan) - 208. 満月の出来ごと (Mangetsu no Dekigoto) - 209. それぞれの1年間 (Sorezore no Ichinenkan) - 210. 親子二代の荒修業 (Oyako Nidai no Ara Shugyō) - 211. 界王さまと、がんばる死人孫悟空! (Kaiōsama to, Ganbaru Shinin Son Gokū!) - 212. サイヤ人迫る!! (Saiyajin Semaru!!) - 213. サイヤ人来たる!! (Saiyajin Kitaru!!) - 214. ベジータのゲーム (Bejīta no Geimu) - 215. ヤムチャの予感 (Yamucha no Yokan) - 216. 怯える戦士たち (Obieru Senshi-tachi) |

| - 217. Rápido! Son Goku - 218. A Última Explosão - 219. 3 Horas - 220. Um Brilho de Esperança - 221. Rato Encurralado, Morde o Gato - 222. A Grande Aproximação de Son Goku!! - 223. Piccolo e Gohan - 224. A Ira Silenciosa de Son Goku - 225. Nappa de Mãos e Pés Atados - 226. O Mistério de Kaioh-ken - 227. O Príncipe Começa a se Mover - 228. Combate!! | - 217. いそげ!孫悟空 (Isoge! Son Gokū) - 218. 最後の気功砲 (Saigo no Kikōhō) - 219. 3時間 (San-jikan) - 220. わずかな光 (Wazuka na Hikari) - 221. 窮鼠、猫を咬む (Kyūso, Neko o Kamu) - 222. 孫悟空大接近!! (Son Gokū Daisekkin!!) - 223. ピッコロと悟飯 (Pikkoro to Gohan) - 224. 孫悟空の静かな怒り (Son Gokū no Shizuka na Ikari) - 225. ナッパ手も足も出ず!! (Nappa Te mo Ashi mo Dezu!!) - 226. 界王拳の謎 (Kaiōken no Nazo) - 227. 動きはじめた帝王 (Ugoki Hajimeta Teiō) - 228. 一騎打ち!! (Ikkiuchi!!) |

| - 229. Super Batalha Decisiva!! - 230. O Ameaçador Kaioh-ken Triplo! - 231. Batalha na Zona Vermelha! - 232. "Lua" - 233. Vai Dar Tempo!? Genki-dama!! - 234. O Que é Isso!? Genki-dama!! - 235. Son Goku, Ofegante!! - 236. A Última Resistência - 237. Mais Uma Genki-dama!! - 238. O Paradeiro da Genki-dama!! - 239. Os Guerreiros Desgastados - 240. A Última Aposta!! | - 229. 天下分け目の超決戦!! (Tenkawakeme no Chōkessen!!) - 230. あぶない3倍界王拳! (Abunai Sanbai Kaiōken!) - 231. レッドゾーンの闘い! (Reddo Zōn no Tatakai!) - 232. 「月」 ("Tsuki") - 233. だせるか!?元気玉!! (Daseru ka!? Genki-dama!!) - 234. どうなる!?元気玉!! (Dō Naru!? Genki-dama!!) - 235. 孫悟空、虫の息!! (Son Gokū, Mushi no Iki!!) - 236. ささやかな抵抗 (Sasayaka na Teikō) - 237. もういちど元気玉! (Mō Ichido Genki-dama!!) - 238. 元気玉の行方!! (Genki-dama no Yukue!!) - 239. ボロボロの戦士たち (Boroboro no Senshi-tachi) - 240. 最後の賭け!! (Saigo no Kake!!) |

| - 241. O Pedido de Son Goku... - 242. Desfecho Sombrio... - 243. Avante! Para Namekusei - 244. Descoberta a Nave Espacial!! - 245. Partindo para Namekusei - 246. O Retorno de Vegeta!! - 247. Namekusei, Frio e Nublado - 248. Um Alienígena Misterioso - 249. O Superpoder de Vegeta - 250. A Ressurreição de Son Goku!! - 251. A Nave Espacial de Son Goku - 252. Namekuseijins Aterrorizados | - 241. 孫悟空の頼み... (Son Gokū no Tanomi...) - 242. 憂うつな幕切れ... (Yūtsu na Makugire) - 243. めざせ!ナメックの星 (Mezase! Namekku no Hoshi) - 244. 宙船発見!! (Uchūsen Hakken!!) - 245. ナメック星行き発進!! (Namekkusei Iki Hasshin!!) - 246. ベジータ復活!! (Bejīta Fukkatsu!!) - 247. 暗雲うずまくナメック星 (An'un Uzumaku Namekkusei) - 248. 謎のストレンジャー (Nazo no Sutorenjā) - 249. ベジータのスーパーパワー (Bejīta no Sūpā Pawā) - 250. 孫悟空復活!! (Son Gokū Fukkatsu!!) - 251. 孫悟空の宇宙船 (Son Gokū no Uchūsen) - 252. 怯えるナメック星人 (Obieru Namekkuseijin) |

| - 253. A Batalha dos Aldeões - 254. A Resistência dos Namekuseijins - 255. O Delírio de Son Gohan!! - 256. Achando o Chamado de Morte!! - 257. Dodoria Aterrorizado - 258. Tome Cuidado!! - 259. As 6 Primeiras Esferas do Dragão - 260. A Última Esfera do Dragão - 261. Kaioh-sama Assustado - 262. Vegeta e Zarbon - 263. A Força Oculta de Zarbon - 264. A Casa do Grande Ancião | - 253. ある村の攻防戦 (Arumura no Kōbōsen) - 254. ナメック星人の抵抗 (Namekkuseijin no Teikō) - 255. 孫悟飯逆上!! (Son Gohan Gyakujō!!) - 256. 死を呼ぶ追跡者!! (Shi o Yobu Tsuisekisha!!) - 257. 怯えるドドリア (Obieru Dodoria) - 258. 危険がいっぱい!! (Kiken ga Ippai!!) - 259. 6個めのドラゴンボール (Rokkome no Doragon Booru) - 260. ドラゴンボール最後の1個 (Doragon Booru Saigo no Ikko) - 261. びびる界王さま (Bibiru Kaiōsama) - 262. ベジータとザーボン (Bejīta to Zābon) - 263. ザーボンの秘めた力 (Zābon no Himeta Chikara) - 264. 最長老の家 (Saichōrō no Ie) |

| - 265. O Vai e Volta das 7 Esferas do Dragão - 266. A Risada de Vegeta, a Ira de Freeza - 267. Reunião do Terror - 268. A Superação de Vegeta! - 269. As Esferas do Dragão de Gohan e Vegeta - 270. Pressentimentos de Guerra - 271. Aproximação!! O Esquadrão de Ginew - 272. Bem a Tempo!! As Sete Esferas do Dragão - 273. O Terrível Esquadrão de Ginew - 274. Os Poderes Psíquicos de Gurdo - 275. A Pressa de Vegeta!! - 276. Vegeta em Desespero | - 265. 移り変わる7個のドラゴンボール (Utsuri Kawaru Nanako no Doragon Booru) - 266. 笑うベジータ怒るフリーザ (Warau Bejīta Ikaru Furīza) - 267. 恐怖の再会 (Kyōfu no Saikai) - 268. ベジータ快進撃! (Bejīta Kaishingeki!) - 269. 悟飯とベジータのドラゴンボール (Gohan to Bejīta no Doragon Booru) - 270. 大戦争の予感 (Daisensō no Yokan) - 271. 接近!!ギニュー特戦隊 (Sekkin!! Ginyū Tokusentai) - 272. 間にあえ!!ななつのドラゴンボール (Ma ni Ae!! Nanatsu no Doragon Booru) - 273. 恐怖のギニュー特戦隊 (Kyōfu no Ginyū Tokusentai) - 274. グルドの超能力 (Gurudo no Chōnōryoku) - 275. ベジータの速攻!! (Bejīta no Sokkō!!) - 276. 絶望のベジータ (Zetsubō no Bejīta) |

| - 277. A Risada de Freeza - 278. Son Gohan Morre!? - 279. O Maravilhoso Son Goku - 280. Super Saiyajin!? - 281. Confronto!! Jess e Boter - 282. O Complexo Coração de Vegeta - 283. A Aparição do Capitão Ginew!! - 284. O Orgulho do Capitão Ginew - 285. Tomem Cuidado, Anciões - 286. Nail, o Guerreiro de Namekusei - 287. Mudança Corporal - 288. Goku ou Ginew!? | - 277. 笑うフリーザ (Warau Furīza) - 278. 孫悟飯死す!? (Son Gohan Shisu!?)) - 279. 不思議な孫悟空 (Fushigi na Son Gokū) - 280. 超サイヤ人!? (Sūpā Saiyajin!?) - 281. 対決!!ジースとバータ (Taiketsu!! Jīsu to Bāta) - 282. ベジータの複雑な心 (Bejīta no Fukuzatsu na Kokoro) - 283. ギニュー隊長おでまし!! (Ginyū Taichō Odemashi!!) - 284. ギニュー隊長のプライド (Ginyū Taichō no Puraido) - 285. 危うし最長老たち (Ayaushi Saichōrōtachi) - 286. ナメック星の戦士ネイル (Namekkusei no Senshi Neiru) - 287. ボディチェンジ (Bodi Chenji) - 288. 悟空か!?ギニューか!? (Gokū ka!? Ginyū ka!?) |

| - 289. O Arrependimento do Engano de Ginew!! - 290. Ginew é Derrotado!!! - 291. A Ira de Freeza!!! - 292. O Verdadeiro Sheng Long - 293. Três Desejos - 294. O Último Desejo - 295. Super Poder Aumentado Inesperadamente - 296. A Super Transformação de Freeza!! - 297. O Delírio de Gohan!! - 298. Gohan em Farrapos - 299. A Ressurreição do Guerreiro - 300. A Confiança de Piccolo | - 289. ギニュー痛恨の大誤算!! (Ginyū Tsūkon no Daigosan!!) - 290. ギニュー敗れる!!! (Ginyū Yabureru!!!) - 291. 怒りのフリーザ!!! (Ikari no Furīza!!!) - 292. いでよ本場の神龍!! (Ide yo Honba no Shenron!!) - 293. みっつの願い (Mittsu no Negai) - 294. 最後の願い (Saigo no Negai) - 295. おもいがけぬスーパーパワーアップ (Omoigakenu Sūpā Pawā Appu) - 296. フリーザ超変身!! (Furīza Chōhenshin!!) - 297. 悟飯逆上!! (Gohan Gyakujō!!) - 298. 悟飯ボロボロ (Gohan Boroboro) - 299. 戦士の復活 (Senshi no Fukkatsu) - 300. ピッコロの自身 (Pikkoro no Jishin) |

| - 301. Escalada Sem Fim!! - 302. A Segunda Transformação de Freeza - 303. A Má Impressão de Freeza!! - 304. Super Saiyajin, e Então Nasce o Super Freeza!? - 305. Freeza ou Vegeta!! - 306. Son Goku... Revive!! - 307. Começa a Batalha Suprema!! - 308. Vegeta Morre!! - 309. Não Desistam! - 310. Batalha Aérea - 311. A Bala Humana - 312. O Monstro Freeza - 313. A Aposta dos 20 Kaiokens | - 301. はてしないエスカレート!! (Hate Shinai Esukareito!!) - 302. フリーザ第2の変身 (Furīza Daini no Henshin) - 303. フリーザのダメ押し!! (Furīza no Dameoshi!!) - 304. 超サイヤ人そして超フリーザ誕生!? (Sūpā Saiyajin Soshite Sūpā Furīza Tanjō!?) - 305. フリーザか!ベジータか! (Furīza ka! Bejīta ka!) - 306. 孫悟空…復活!! (Son Gokū... Fukkatsu!!) - 307. 超決戦の火ブタ切る!! (Chōkessen no Hibuta Kiru!!) - 308. ベジータ死す!! (Bejīta Shisu!!) - 309. 両者ゆずらず! (Ryōsha Yuzurazu!) - 310. さぐり合い (Saguri Ai) - 311. 肉弾戦 (Nikudansen) - 312. 怪物フリーザ (Kaibutsu Furīza) - 313. 20倍界王拳の賭け (Nijūbai Kaiōken no Kake) |

| - 314. A Decisão Final de Son Goku - 315. Última Chance! A Genki-dama Gigante - 316. O Sentimento do Universo, Atravessa Freeza!! - 317. Vida ou Morte? - 318. O Lendário Super Saiyajin - 319. Pela Primeira Vez Freeza se Sente Humilhado e Desesperado - 320. Desaparecem Namekusei e a Esperança - 321. O Desesperador Poder Completo de Freeza - 322. A Última Batalha Decisiva dos Dois! - 323. Dois Desejos - 324. A Silenciosa Batalha Feroz - 325. A Desistência de Son Goku | - 314. 孫悟空最後の決断 (Son Gokū Saigo no Ketsudan) - 315. ラストチャンス!特大元気玉 (Rasuto Chansu! Tokudai Genki-dama) - 316. 宇宙の恨み、フリーザを貫く!! (Uchū no Urami, Furīza o Tsuranuku!!) - 317. 生か死か (Sei ka Shi ka) - 318. 伝説の超サイヤ人 (Densetsu no Sūpā Saiyajin) - 319. フリーザ初めての屈辱と絶望 (Furīza Hajimete no Kutsujoku to Zetsubō) - 320. 消え去るナメック星と希望 (Kiesaru Namekkusei to Kibō) - 321. フリーザ決死のフルパワー (Furīza Kesshi no Furu Pawā) - 322. 両者最後の大決戦! (Ryōsha Saigo no Daikessen!) - 323. ふたつの願い (Futatsu no Negai) - 324. 静かなる激闘 (Shizuka Naru Gekitō) - 325. 見切りをつけた孫悟空 (Mikiri o Tsuketa Son Gokū) |

| - 326. A Decisão em Vão - 327. O Fim de Tudo - 328. A Destruição de Namekusei - 329. Goku Não Voltará - 330. A Chegada da Família de Freeza - 331. Garoto Misterioso - 332. O Segundo Super Saiyajin - 333. A Volta de Son Goku - 334. O Garoto que Veio do Futuro - 335. A Mensagem Terrível - 336. A Aposta de 3 Anos Depois - 337. O Encontro dos Super Guerreiros | - 326. 空しい決着 (Munashī Ketchaku) - 327. すべての終わり (Subete no Owari) - 328. ナメック星の消ゆ (Namekkusei no Kiyu) - 329. 帰らない悟空 (Kaeranai Gokū) - 330. フリーザ親子地球に降り立つ (Furīza Oyako Chikyū ni Oritatsu) - 331. 謎の少年 (Nazo no Shōnen) - 332. ふたりめの超サイヤ人 (Futarime no Sūpā Saiyajin) - 333. 帰って来た孫悟空 (Kaette Kita Son Gokū) - 334. 未来から来た少年 (Mirai kara Kita Shōnen) - 335. 恐怖のメッセージ (Kyōfu no Messeiji) - 336. 3年後の賭け (Sannengo no Kake) - 337. 集う超戦士たち (Tsudō Sūpā Senshi-tachi) |

| - 338. O Caminho Para a Cidade dos Androides... - 339. A Queda de Yamcha - 340. Son Goku Contra os Androides do Exército Red Ribbon - 341. O Que Foi Son Goku? - 342. Goku, Derrotado! - 343. A Aparição de Vegeta - 344. Androides Desequilibrados - 345. Fuja Androide 20! - 346. O Retorno de Trunks - 347. A Suspeita de Trunks - 348. Para o Laboratório...!! - 349. Acordem Androides 17 e 18 | - 338. 人造人間街へ... (Jinzōningen Machi e...) - 339. ヤムチャ間一髪!! (Yamucha Kan'ippatsu!!) - 340. 孫悟空対レッドリボン軍の恨み (Son Gokū Tai Reddo Ribon Gun no Urami) - 341. どうした孫悟空 (Dō Shita Son Gokū) - 342. 悟空、敗れる! (Gokū, Yabureru!) - 343. ベジータ出現 (Bejīta Shutsugen) - 344. うろたえる人造人間 (Urotaeru Jinzōningen) - 345. 20号逃げる! (Nijūgō Nigeru!) - 346. トランクス再登場 (Torankusu Saitōjō) - 347. トランクスの疑惑 (Torankusu no Giwaku) - 348. 研究所へ...!! (Kenkyūjo e...!!) - 349. 目覚めた17号、18号 (Mezameta Jūnanagō, Jūhachigō) |

| - 350. Androides 17, 18, e... 16 - 351. O Misterioso Androide 16 - 352. Vegita Contra Androide 18 - 353. Como Esperado de Vegeta - 354. A Facilidade dos Androides - 355. A Determinação de Piccolo - 356. A Condição de Kami-sama - 357. A Notícia da Bulma - 358. Mal Presságio - 359. A Visão de Kami-sama!! - 360. Kami-sama e Daimao se Tornam um Só - 361. A Última Aparição, o Monstro Misterioso!! | - 350. 17号·18号、そして...16号 (Jūnanagō · Jūhachigō, Soshite... Jūrokugō) - 351. 謎の16号 (Nazo no Jūrokugō) - 352. ベジータ対18号 (Bejīta Tai Jūhachigō) - 353. さすがのベジータ (Sasuga no Bejīta) - 354. 余裕の人造人間たち (Yoyū no Jinzōningentachi) - 355. ピッコロの決意 (Pikkoro no Ketsui) - 356. 神様の条件 (Kamisama no Jōken) - 357. ブルマからの知らせ (Buruma kara no Shirase) - 358. 邪悪な予感 (Jāku na Yokan) - 359. 神様は見た!! (Kamisama wa Mita!!) - 360. 神と大魔王の融合 (Kami to Daimaō no Yūgō) - 361. 謎の怪物、ついに出現!! (Nazo no Kaibutsu, Tsui ni Shutsugen!!) |

| - 362. Duelo na Cidade de Ginger - 363. Desvendado o Mistério do Monstro - 364. A Risada de Cell - 365. Son Goku Desperta - 366. O Treinamento dos Super Saiyajins - 367. Piccolo Renascido Contra Androide 17 - 368. A Aproximação Sorrateira de Cell - 369. Androides Contra Cell - 370. A Resistência em Desespero de Piccolo Renascido - 371. O Androide 16 Começa a se Mover! - 372. O Poder Desesperador do Androide 16!! - 373. Bloqueio! A Forma Perfeita de Cell | - 362. ジンジャータウンの決闘 (Jinjā Taun no Kettō) - 363. 解けた怪物の謎 (Toketa Kaibutsu no Nazo) - 364. 笑うセル (Warau Seru) - 365. 目覚めた孫悟空 (Mezameta Son Gokū) - 366. サイヤ人たちの修業 (Saiyajintachi no Shugyō) - 367. 新生ピッコロ対17号 (Shinsei Pikkoro Tai Jūnanagō) - 368. 忍びよるセル (Shinobiyoru Seru) - 369. 人造人間対セル (Jinzōningen Tai Seru) - 370. 新生ピッコロ決死の抵抗 (Shinsei Pikkoro Kesshi no Teikō) - 371. 動き始めた16号! (Ugoki Hajimeta Jūrokugō!) - 372. 決死の16号パワー!! (Kesshi no Jūrokugō Pawā!!) - 373. 阻止せよ!セルの完全体 (Soshi Se yo! Seru no Kanzentai) |

| - 374. Começa o Confronto de Goku e Cell - 375. Vegeta e Trunks Partem!! - 376. A Confiança de Vegeta! - 377. Son Goku e Son Gohan - 378. Super Vegeta - 379. Cortado!? A Forma Perfeita de Cell - 380. Fuja!! Androide 18 - 381. A Curiosidade de Vegeta Ajuda Cell - 382. A Forma Perfeita Completa!! - 383. Situação Reversa - 384. Vegeta, a Fórmula da Persistência - 385. A Arrancada de Trunks | - 374. 悟空とセル初めての対峙 (Gokū to Seru Hajimete no Taiji) - 375. ベジータ、トランクス発進!! (Bejīta, Torankusu Hasshin!!) - 376. ベジータに自身あり! (Bejīta ni Jishin Ari!) - 377. 孫悟空と孫悟飯 (Son Gokū to Son Gohan) - 378. 超ベジータ (Sūpā Bejīta) - 379. 絶たれた!?セルの完全体 (Tatareta!? Seru no Kanzentai) - 380. 逃げろ!!18号 (Nigero!! Jūhachigō) - 381. ベジータの好奇心セルを助ける (Bejīta no Kōkishin Seru o Tasukeru) - 382. 完全体完成!! (Kanzentai Kansei!!) - 383. 形勢逆転 (Keisei Gyakuten) - 384. ベジータ、執念の秘策 (Bejīta, Shūnen no Hisaku) - 385. トランクス始動 (Torankusu Shidō) |

| - 386. O Super Trunks Supera seu Pai! - 387. A Balança de Super Poder - 388. A Ideia de Cell - 389. A Mensagem Terrível - 390. Goku e Gohan Vão pra Fora - 391. A Calmaria Antes do Grande Confronto - 392. A Real Força de Defesa - 393. O Novo Kami-sama - 394. Começa o Jogo do Cell - 395. Membros do Grupo Definidos!! - 396. Malas para o Jogo do Cell!? - Omake. A História de Trunks: O Último Guerreiro | - 386. 父を超えた超トランクス! (Chichi o Koeta Sūpā Torankusu!) - 387. 超パワーのバランス (Sūpā Pawā no Baransu) - 388. セルの思いつき (Seru no Omoitsuki) - 389. 戦慄のメッセージ (Senritsu no Messeiji) - 390. 悟空と悟飯外へ (Gokū to Gohan Soto e) - 391. 大対決戦前の休息 (Daikessen Mae no Kyūsoku) - 392. 王立防衛軍 (Ōritsu Bōeigun) - 393. 新しい神様 (Atarashī Kamisama) - 394. セルゲーム始まる (Seru Geemu Hajimaru) - 395. フルメンバー集合!! (Furu Menbā Shūgō!!) - 396. セルゲームのお荷物!? (Seru Geimu no Onimotsu!?) - Omake. TRUNKS THE STORY -たったひとりの戦士- (Torankusu za Sutōrī -Tatta Hitori no Senshi-) |

| - 397. Cell Contra Son Goku!! - 398. O Poder Completo de Son Goku - 399. A Super Batalha Decisiva - 400. Vencer ou Morrer! - 401. O Poder Completo do Hamehame-ha - 402. A Misteriosa Ação de Son Goku - 403. O Guerreiro que Superou Goku - 404. Partida! Super Son Gohan - 405. Son Gohan Enfurecido - 406. As Armas Secretas do Androide 16 - 407. O Inferno do Cell Jr. - 408. A Explosão de Son Gohan!! | - 397. セル対孫悟空!! (Seru Tai Son Gokū!!) - 398. 孫悟空フルパワー (Son Gokū Furu Pawā) - 399. 最高レベルの決戦 (Saikō Reberu no Kessen) - 400. 敗北か死か! (Haiboku ka Shi ka!) - 401. かめはめ波フルパワー (Kamehameha Furu Pawā) - 402. 孫悟空謎の行動 (Son Gokū Nazo no Kōdō) - 403. 悟空を越えた戦士 (Gokū o Koeta Senshi) - 404. 発進!超孫悟飯 (Hasshin! Sūpā Son Gohan) - 405. 怒るか孫悟飯 (Okoru ka Son Gohan) - 406. 16号の秘密兵器 (Jūrokugō no Himitsu Heiki) - 407. セルジュニアの地獄 (Seru Junia no Jigoku) - 408. 孫悟飯爆発!! (Son Gohan Bakuhatsu!!) |

| - 409. Sério Contra Sério - 410. O Kamehame-ha Supremo - 411. Cell Preparado - 412. Termina o Jogo do Cell - 413. O Sofrimento de Son Gohan - 414. A Situação Reverte Inesperadamente - 415. A Mensagem de Son Goku - 416. A Batalha Final, Kamehame-ha Contra Kamehame-ha - 417. Desfecho - 418. Adeus Guerreiros - 419. Mais um Desfecho - 420. A Paz para o Futuro... | - 409. 本気対本気 (Honki Tai Honki) - 410. 究極のかめはめ波 (Kyūkyoku no Kamehameha) - 411. 追い詰められたセル (Oitsumerareta Seru) - 412. セルゲームの結末 (Seru Geimu no Ketsumatsu) - 413. 苦しむ孫悟飯 (Kurushimu Son Gohan) - 414. 思わぬ形勢逆転 (Omowanu Keisei Gyakuten) - 415. 孫悟空からのメッセージ (Son Gokū kara no Messeiji) - 416. かめはめ波対かめはめ波最後の決戦 (Kamehameha Tai Kamehameha Saigo no Kessen) - 417. 大団円 (Daidan'en) - 418. さようなら戦士たち (Sayōnara Senshitachi) - 419. もうひとつの結末 (Mō Hitotsu no Ketsumatsu) - 420. 未来に平和を... (Mirai ni Heiwa o...) |

| - 421. O Colégio de Satan City - 422. Gohan, Estou Cansado - 423. Nasce um Novo Herói!! - 424. O Chamado de Emergência de Videl!! - 425. Revelado!!! - 426. Torneio de Artes Marciais - 427. O Começo do Treinamento!! - 428. Videl Aprende a Voar - 429. O Torneio de Artes Marciais Está Próximo - 430. A Reunião do Time do Dragão!! - 431. Começam as Preliminares - 432. Os Dois Pequenos Super Guerreiros | - 421. サタンシティのハイスクール (Satan Shiti no Hai Sukūru) - 422. 悟飯、とても疲れる (Gohan, Totemo Tsukareru) - 423. ニューヒーロー誕生!! (Nyū Hīrō Tanjō!!) - 424. ビーデル緊急出動!! (Bīderu Kinkyū Shutsudō!!) - 425. バレた!!! (Bareta!!!) - 426. 天下一武道会 (Tenkaichi Budōkai) - 427. 特訓開始!! (Tokkun Kaishi!!) - 428. ビーデルさんの舞空術 (Bīderu-san no Bukūjutsu) - 429. 迫る天下一武道会 (Semaru Tenkaichi Budōkai) - 430. ドラゴンチーム集合!! (Doragon Chīmu Shūgō!!) - 431. 予選開始 (Yosen Kaishi) - 432. ふたりの小さな超戦士 (Futari no Chīsa na Sūpā Senshi) |

| - 433. Trunks Contra Son Goten - 434. Trunks Contra Som Goten - Parte 2 - 435. A Determinação "do Menino" Vencedor! - 436. A Coragem de Mr. Satan! - 437. A Dupla Misteriosa - 438. As Chaves São Definidas - 439. Aa Lutas de Kurilin e Piccolo - 440. A Identidade Secreta de Shin - 441. Videl em Farrapos - 442. A Ira de Gohan!! - 443. O Plano Começa a Fluir - 444. A Energia que Foi Roubada - 445. Mistério Aterrorizante | - 433. トランクス対孫悟天 (Torankusu Tai Son Goten) - 434. トランクス対孫悟天2 (Torankusu Tai Son Goten Tsū) - 435. 「少年の部」勝者決定! ("Shōnen no Bu" Shōsha Kettei!) - 436. ミスター·サタンのド根性! (Misutā Satan no Dokonjō!) - 437. 不思議なふたり (Fushigi na Futari) - 438. 対戦相手決定す! (Taisen Aite Ketteisu!) - 439. クリリンそしてピッコロの闘い (Kuririn Soshite Pikkoro no Tatakai) - 440. シンの意外な正体 (Shin no Igai na Shōtai) - 441. ビーデルボロボロ (Bīderu Boroboro) - 442. 悟飯怒る!! (Gohan Ikaru!!) - 443. 動き始めた作戦 (Ugoki Hajimeta Sakusen) - 444. 奪われたエネルギー (Ubawareta Enerugī) - 445. 恐るべき謎 (Osorubeki Nazo) |

| - 446. O Mago Babidi - 447. Você Sabia Babidi - 448. Não Deveríamos Entrar na Boca do Tigre... - 449. Jogo - 450. Yakon do Estágio 2 - 451. O Banquete da Besta Yakon - 452. Apresentando Dabura!! - 453. O Local da Batalha Final - 454. Definindo o Vencedor!!! - 455. O Mal É Revelado - 456. Uma Batalha Predestinada - Son Goku Contra Vegeta - 457. O Orgulho de Vegeta - 458. O Combate Mortal dos Dois - 459. Contagem Regressiva | - 446. 魔導師バビディ (Madōshi Babidi) - 447. 知っていたバビディ (Shitte Ita Babidi) - 448. 虎穴に入らずんば... (Koketsu ni Irazunba...) - 449. ゲーム (Geimu) - 450. ステージ2のヤコン (Suteiji Tsū no Yakon) - 451. 魔獣ヤコンのごちそう (Majū Yakon no Gochisō) - 452. ダーブラ登場!! (Dābura Tōjō!!) - 453. 決勝戦の行方 (Kesshōsen no Yukue) - 454. 勝者決定!!! (Shōsha Kettei!!!) - 455. みつけられた邪心 (Mitsukerareta Jashin)) - 456. 宿命の対決 孫悟空対ベジータ (Shukumei no Taiketsu - Son Gokū Tai Bejiita) - 457. ベジータのプライド (Bejīta no Puraido) - 458. ふたつの死闘 (Futatsu no Shitō) - 459. カウントダウン (Kauntodaun) |

| - 460. A Aparição de Majin Buu!? - 461. Esse É o Majin Buu!? - 462. A Ameaça de Majin Buu - 463. O Poder Aterrorizante Desse Inimigo - 464. A Última e Desesperada Batalha de Vegeta - 465. A Ira de Majin Buu - 466. O Fim do Cérebro - 467. Adeus, Guerreiro Orgulhoso - 468. Novamente o Pesadelo - 469. A Breve Esperança - 470. Começa a Estratégia da Vingança de Babidi!! - 471. Hora do Julgamento - 472. A Espada Z | - 460. 魔人ブウ出現か!? (Majin Bū Shutsugen ka!?) - 461. こいつが魔人ブウ!? (Koitsu ga Majin Bū!?) - 462. 魔人ブウの脅威 (Majin Bū no Kyōi) - 463. 圧倒敵な不気味パワー (Attōteki na Bukimi Pawā) - 464. ベジータ最後の決死戦 (Bejīta Saigo no Kesshisen) - 465. 怒る魔人ブウ (Ikaru Majin Bū) - 466. 黒幕の最後 (Kuromaku no Saigo) - 467. さらば誇り高き戦士 (Saraba Hokori Takaki Senshi) - 468. 悪夢ふたたび (Akumu Futatabi) - 469. かすかな希望 (Kasuka na Kibō) - 470. バビディの復讐作戦はじまる!! (Babidi no Fukushū Sakusen Hajimaru!!) - 471. 試練の時 (Shiren no Toki) - 472. ゼットソード (Zetto Sōdo) |

| - 473. Son Goku Conhece Majin Buu - 474. Limite!! Super Saiyajin 3 - 475. O Poder de Majin Buu Começa a se Transformar - 476. O Tempo Restante para Son Goku - 477. A Volta de Son Goku - 478. O Paradeiro de Son Gohan - 479. A Espada Z e um Outro Kaioh-shin - 480. Finalmente a Fusão é Possível - 481. A Última Arma Secreta, o Exército da Terra!! - 482. Finalmente Concluída! A Super Fusão!! - 483. Majin Buu e Seus Companheiros - 484. Aquele Nascido da Raiva - 485. Os Dois Majin Buu... Então... | - 473. 孫悟空魔人ブウに接触! (Son Gokū Majin Bū ni Sesshoku!) - 474. 限界!!超サイヤ人3 (Rimitto!! Sūpā Saiyajin Surī) - 475. 見え始めた魔人ブウの真価 (Mie Hajimeta Majin Bū no Shinka) - 476. 孫悟空の残された時間 (Son Gokū no Nokosareta Jikan) - 477. 孫悟空帰る (Son Gokū Kaeru) - 478. 孫悟飯の行方 (Son Gohan no Yukue) - 479. ゼットソードともうひとりの界王神 (Zetto Sōdo to Mō Hitori no Kaiōshin) - 480. ついにできたフュージョン!! (Tsui ni Dekita Fyūjon!!) - 481. 地球軍、最後の秘密兵器!! (Chikyūgun, Saigo no Himitsu Heiki!!) - 482. いよいよ完成!超フュージョン!! (Iyoiyo Kansei! Sūpā Fyūjon!!) - 483. 魔人ブウと仲間たち (Majin Bū to Nakamatachi) - 484. 怒りの産み出したもの (Ikari no Umidashita Mono) - 485. ふたりの魔人ブウ...そして... (Futari no Majin Bū... Soshite...) |

| - 486. O Novo e Terrível Majin Buu - 487. A Extinção da Humanidade - 488. Os Guerreiros Trunks e Goten Entram na Sala do Tempo - 489. A Confiança de Gotenks!! - 490. A Confiança Abundante de Gotenks!! - 491. Mortal! O Ataque Suicida - 492. A Dimensão do Tempo do Mundo Fechado - 493. A Fuga da Dimensão do Tempo - 494. Dê o Seu Melhor, Super Gotenks-kun - 495. Somos Fortes! Super Fusão - 496. O Grande Problema Desesperador - 497. A Grande Vingança de Son Gohan - 498. O Movimento Aterrorizante de Majin Buu - 499. Armadilha - 500. Troca de Lugares - 501. Aparece um Salvador!? - 502. Sucesso!? A Combinação Potala! | - 486. 恐怖の新魔人ブウ (Kyōfu no Shin Majin Bū) - 487. 人類絶滅 (Jinrui Zetsumetsu) - 488. トランクスと悟天精神と時の部屋に入る (Torankusu to Goten Seishin to Toki no Heya ni Hairu) - 489. ゴテンクスに自身あり!! (Gotenkusu ni Jishin Ari!!) - 490. ゴテンクス自身満々!! (Gotenkusu Jishin Manman!!) - 491. 必殺!カミカゼアタック (Hissatsu! Kamikaze Atakku) - 492. 閉じられた異次元世界 (Tojirareta Ijigen Sekai) - 493. 異次元からの脱出 (Ijigen kara no Dasshutsu) - 494. がんばれ 超ゴテンクスくん (Ganbare Sūpā Gotenkusukun) - 495. 強いぞ!!スーパーフュージョン (Tsuyoi zo!! Sūpā Fyūjon) - 496. 絶体絶命大大大ピンチ!! (Zettai Zetsumei Daidaidaipinchi!!) - 497. 孫悟飯の大逆襲!! (Son Gohan no Daigyakushū!!) - 498. 魔人ブウの不気味な動き (Majin Bū no Bukimi na Ugoki) - 499. 罠 (Wana) - 500. 大逆転 (Daigyakuten) - 501. 救世主登場!? (Kyūseishu Tōjō!?) - 502. 成功するか!?ポタラの合体! (Seikō Suru ka!? Potara no Gattai!) |

| - 503. A Combinação Final de Son goku - 504. A Invencível Combinação com o Pai - 505. A Provocação de Vegetto - 506. Goku e Vegeta Dentro de Buu - 507. Buu e Buu Dentro de Buu - 508. O Verdadeiro Majin buu - 509. A Batalha Pelo Universo - 510. Vegeta e Kakarotto - 511. A Vida e Morte de Vegeta - 512. O Fim do Super Saiyajin 3 - 513. A Ideia de Vegeta - 514. A Mensagem para Todos da Terra - 515. A Super Genki-dama - 516. Conclusão - 517. O Desfecho, e Então... - 518. Então, 10 Anos Depois - 519. Adeus, Mundo do Dragão | - 503. 孫悟空最後の合体!! (Son Gokū Saigo no Gattai!!) - 504. 天下無敵の合体おとうさん (Tenka Muteki no Gattai Otōsan) - 505. 挑発するベジット (Chōhatsu Suru Bejitto) - 506. ブウの中の悟空とベジータ (Bū no Naka no Gokū to Bejīta) - 507. ブウの中のブウとブウ (Bū no Naka no Bū to Bū) - 508. 純粋の魔人ブウ (Junsui no Majin Bū) - 509. 全宇宙を賭けた試合 (Zen'uchū o Kaketa Shiai) - 510. ベジータとカカロット (Bejīta to Kakarotto) - 511. 命懸けのベジータ (Inochigake no Bejīta) - 512. 超サイヤ人3消える (Sūpā Saiyajin Surī Kieru) - 513. ベジータの考え (Bejīta no Kangae) - 514. 蘇った地球人へのメッセージ (Yomigaetta Chikyūjin e no Messeiji) - 515. 集まらない元気玉の元気 (Atsumaranai Genki-dama no Genki) - 516. 決着 (Ketchaku) - 517. 大団円そして... (Daidan'en Soshite...) - 518. そして10年後 (Soshite Jūnengo) - 519. バイバイ ドラゴンワールド (Baibai Doragon Wārudo) |